# Pliohippus
Il Pliohippus è un genere estinto di equidi. Visse nella metà del Miocene, circa 12 milioni di anni fa, probabilmente si evolse dal Callippus. Era un animale molto simile al Cavallo, ma aveva due dita lunghe su entrambi i lati del piede. Le membra lunghe e sottili del Pliohippus rivelano che era un animale da steppa.
Fino a poco tempo fa, a causa delle somiglianze anatomiche, il Pliohippus si credeva essere il diretto antenato del cavallo odierno e di tutti i parenti equidi. Anche se il Pliohippus era chiaramente un equide, il suo cranio presenta una profonda fossa facciale, caratteristica non presente in alcun moderno equide. Inoltre, i suoi denti erano fortemente curvi, a differenza dei denti dritti dei cavalli. Di conseguenza, è anche improbabile che possa essere l'antenato del cavallo moderno; più probabilmente si pensa possa essere l'antenato del Astrohippus.

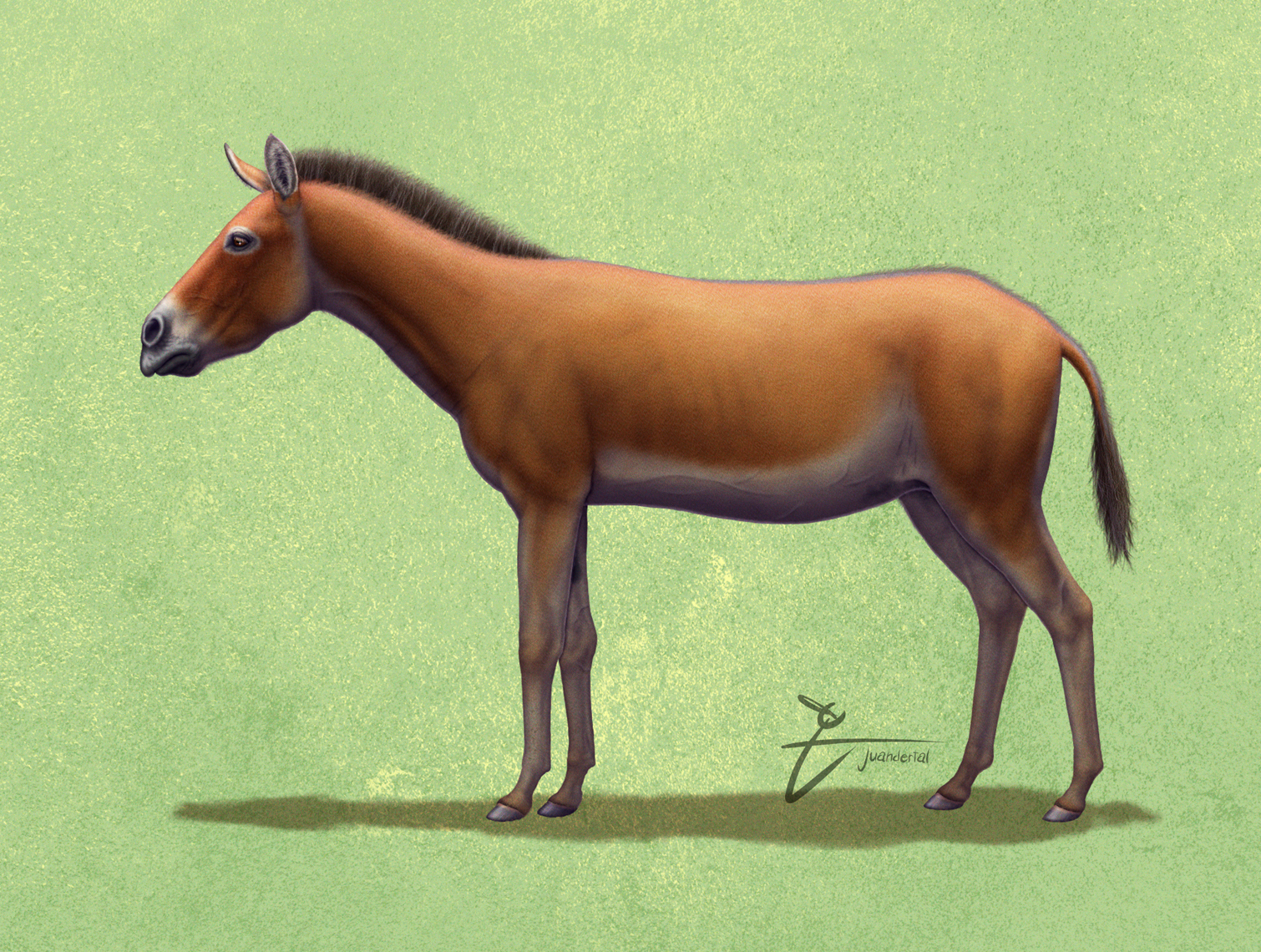
Ricostrutzione di P. pernix.